# Black Time/Mr. Gold
Black Time / Mr. Gold è il quinto singolo su 7" de I Rokketti pubblicato nel 1967 dalla CDB. Il disco conteneva brani usate da Jaime Jesús Balcázar nel film L'uomo dal pugno d'oro.

## Tracce
Lato A
1. Black Time (Piero Umiliani, Sergio Odorici)

Lato B
1. Mr. Gold (Sergio Odorici, Piero Umiliani)